# Borovik (jezero)
Borovik je umjetno jezero smješteno zapadno od Đakova. Stvoreno je pregradnjom korita rijeke Vuke 1978. godine. Jezero ima površinu od 160 hektara s dubinom od 15 m, dužine cca 7000 m, prosječne širine cca 300 m i ukupne zapremnine vode 8 500 000 m3. Na mjestu sadašnjeg jezera nekada se nalazilo naselje Borovik po kojem je i dobio naziv.